# بیا بخوریم
بیا بخوریم (انگلیسی: Let's Eat؛‏ کره‌ای: 식샤를 합시다) یک مجموعه تلویزیونی محصول کره جنوبی سال ۲۰۱۳ با بازی لی سو کیونگ، یون دو جون، شیم هیونگ تاک و یون سو هی است. این مجموعه از ۲۸ نوامبر ۲۰۱۳ تا ۱۳ مارس ۲۰۱۴، از تی‌وی‌ان پخش شد. این مجموعه دربارهٔ چهار فرد مجرد است که با عشقشان به غذا دور هم جمع می‌شوند.

## بازیگران

### اصلی
- لی سو کیونگ در نقش لی سو کیونگ[۳]
- یون دو جون در نقش گو ده یونگ[۴]
- شیم هیونگ تاک در نقش کیم هاک مون
- یون سو هی در نقش یون جین یی[۵]